# أشيقر (شقراء)
أشيقر، هي قرية من فئة (أ) تقع في محافظة شقراء، والتابعة لمنطقة الرياض في السعودية. وتبعد أشيقر عن شمال غرب الرياض بمسافة تقارب 200 كم.

## العلماء وأشيقر
أهتم العلماء والدارسون بالعلوم الشرعية كافة دون استثناء كعلوم القرآن والحديث والفقه والعقيدة والسيرة النبوية واللغة العربية، ولكنهم أعطوا الفقه جل اهتمامهم فتميزوا فيه عن غيره، ويدل على إطلاعهم ومشاركتهم في العلوم الأخرى غير الفقه واقتناؤهم لكثير من كتبه خاصةً في القرن العاشر والقرن الحادي عشر
في العقيدة:
- وجود كتاب الرد على الجهمية - للإمام أحمد، خطه أحدهم عام 956هـ
- وجود كتاب الرد على النصارى لابن تيمية، خطه أحدهم عام 1102هـ
- أسئلة الشيخ حسن بن بسام المتوفى سنة 945هـ وأجوبة من شيخه معين الدين في العقائد والفقه - تزيد عن ثلاثين سؤالاً اطلع عليها ابن بسام، وذكر ذلك في كتابه

علماء نجد
- لم يذكر في الوشم عموماً وأشيقر خصوصاً وجود شيء من البدع والخرافات المنافية للشرع كالتي تفشت في بعض أقطار نجد والتي كان للشيخين محمد بن سعود والشيخ محمد بن عبدالوهاب فضل القضاء عليها وإزالتها.

في القرآن وعلومه:
- يوجد كتاب التبيان في آداب حملة القرآن، للنووي، خطه الشيخ ابن إسماعيل عام 993هـ

في اللغة العربية وآدابها:
- وجود شرح ابن عقيل على ألفية ابن مالك، نسخه أحدهم عام 993هـ
- توقيف القاموس المحيط، أربعة أجزاء على الشيخ أحمد بن محمد القصير المتوفى سنة 1123هـ
- خلو مؤلفات وكتابات العلماء من فتاوى وعقود مبايعات ووصايا وأوقاف وغيرها من اللحن واللفظ العامي
- وجود الأدباء والشعراء من بين العلماء كالشيخ عبد الله بن أحمد بن مشرف الأشيقري المتوفى 1053هـ حيث ذكر له الشيخ ابن بسام في ترجمته عدة قصائد منها:

## الحركة الأدبية في أشيقر
برز العديد من الأدباء والعلماء في أشيقر من أبرزهم:
- الشيخ عبد الله بن مشرف
- الشيخ إبراهيم بن صالح بن عيسى
- الشيخ عبد العزيز بن عامر.[4]

## جمعية أشيقر الخيرية
قام كل من إبراهيم بن حمد السماعيل ومحمد بن علي العرفج بالاشتراك مع أهالي منطقة أشيقر بإنشاء جمعية تسمى «جمعية أشيقر الخيرية عام 1414هـ» حيث قامت الجمعية بتجميع الوثائق الخاصة بالمنطقة، وحث الأهالي على ضرورة تجميع الوثائق لدى الجمعية للمحافظة عليها، والاهتمام بها والأقتداء بما جاء فيها مثل الاهتمام بالناس وأحوالهم وتقديم يد العون والمساعدة لهم، ورغبة الجمعية في إحياء التراث بإصلاح الأوقاف وتجديدها لما لها من الأثر الطيب في الشعور بالوحدة والتعاون.

## وصلات خارجية
- أشيقر.. «مورد الماء» وبلد العلم والتجّار.
- شاهد.. «أشيقر» تستهوي الزوار بقريتها التاريخية ومنتزهاتها ومتاحفها.